# 日進木工
日進木工株式会社（にっしんもっこう、英: Nissin Furniture Crafters Co., Ltd. ）は、岐阜県高山市に本社を置く木製洋家具などを製造する企業。

## 沿革
- 1946年（昭和21年） - 高山市名田町にて日進木工株式会社を創業。
- 1958年（昭和33年） - 高山市桐生町に移転。
- 1961年（昭和36年） - 企業診断優良事業所として中小企業庁長官賞を受賞。
- 1972年（昭和47年） - 第15回全国優良家具展にて愛知県知事賞を受賞。
- 1973年（昭和48年） - 第16回全国優良家具展にて通商産業省繊維雑貨局長賞を受賞。
- 1976年（昭和51年） - 第19回全国優良家具展にてデザイン優秀により奥谷賞を受賞。
- 1979年（昭和54年） - 第22回全国優良家具展にて建設大臣賞を受賞。
- 1986年（昭和61年） - 創立40周年。本社ビルを新築。
- 1989年（平成元年） - ニューライフインテリアデザインフェアにて工業技術院長賞を受賞。
- 1999年（平成11年） - パリ国際見本市出店。
- 2001年（平成13年） - ロサンゼルスにて展示会開催（HIDA PACIFIC）
- 2006年（平成18年） - GOOD DESIGN AWARD 2006にて「SOLAチェア」「NAMIチェア」「Floor-ist大台・小台」がGマーク受賞。